# Marshall R. Wheeler
Marshall R. Wheeler (Carlinville, 7 de agosto de 1917 – Austin, 3 de outubro de 2010) foi um zoólogo norte-americano, especialista mundial na espécie de mosca de fruta, a Drosophila e professor emérito da Universidade do Texas em Austin. 

## Biografia
Marshall nasceu em 1917, em Carlinville, Illinois. Era filho de Ralph e Hester Ward Wheeler. Tinha duas irmãs, Lois e Roberta. Estudou no Blackburn College e depois na Baylor University, onde se formou com honras. Ingressou então em biologia e entomologia pela Texas A&M University, transferindo-se depois para a Universidade do Texas em Austin, onde começou a trabalhar em seu doutorado.
Na Segunda Guerra Mundial, após o ataque a Pearl Harbor, Marshal se alistou na Marinha, servindo na região do Pacífico como técnico de laboratório com especialidade em parasitologia e farmacêutico. Em uma breve licença do serviço, Marshal voltou aos Estados Unidos e se casou com Edna Cronquist, na época estudante de botânica na Universidade do Texas.
Ao voltar da licença, começou a lecionar malariologia na Escola de Medicina Tropical de Treasure Island, Califórnia, onde foi nomeado alferes e depois enviado para a Flórida, como especialista em controle de mosquitos do posto naval de Boca Chica Field. Ao final da Segunda Guerra, Marshal foi reformado pela marinha com a patente de tenente.

## Carreira acadêmica
Com o fim da guerra, Marshall retornou para a Universidade do Texas, onde obteve seu doutorado em zoologia e genética, em 1947. Ingressou em seguida na própria instituição como instrutor e se aposentou em 1977 como professor emérito. Marshall participou de diversos projetos de pesquisa envolvendo a mosca de fruta, a Drosophila. Foi o responsável por organizar o Centro Nacional de Pesquisa de Espécies de Drosophila, com mais de 300 espécies de moscas em cultura para pesquisadores utilizarem no mundo inteiro. Coletou espécimes tanto nos Estados Unidos quanto na América Central, América do Sul, Japão e Ilhas do Pacífico, hoje depositadas no Museu Nacional de História Natural, em Washington, DC.
Marshal era autoridade mundial na taxonomia de insetos, em especial da família Drosophilidae. Escreveu como autor e co-autor mais de cem artigos científicos, onde descreveu mais de 250 novas espécies de moscas e suas famílias. Cerca de oito delas foram nomeadas em sua homenagem, incluindo uma espécie fóssil.
Foi presidente da Southwestern Association of Naturalists e da Southwestern Entomological Society. Foi editor da revista Studies in Genetics, da Universidade do Texas, e de Annals of the Entomological Society of America. Foi ambientalista e participante de várias sociedades como a The Nature Conservancy.
Em 1993, publicou sua autobiografia, Looking Back, uma compilação de uma pesquisa genealógica de sua família. Depois da morte de Edna, Marshal se casou novamente, com Linda Lackner Wheeler.

## Morte
Marshal morreu em Austin, no Texas, em 3 de outubro de 2010, aos 93 anos. Ele deixou a esposa Linda e dois filhos, Karen Wheeler, veterinária e Carson L. Wheeler.